# Another
『Another』（アナザー）は、綾辻行人による日本の小説。『野性時代』（角川書店）にて2006年8月号から2009年5月号まで数回の休載を挟んで連載された。単行本は2009年10月29日、角川文庫版は上下2分冊で2011年11月25日、角川スニーカー文庫版は上下2分冊で2012年3月1日に発売されている。
続編として『Another エピソードS』がある。単行本は2013年7月31日、軽装版は2014年12月22日、角川文庫版は2016年6月18日に発売されている。
さらに『Another エピソードS』の続編として『野性時代』2014年11月号から2020年2月号まで『Another 2001』が連載された。単行本は2020年9月30日、角川文庫版は上下2分冊で2023年6月13日に発売されている。

## 概要
ホラー・ミステリー・サスペンスを融合させた様な独特の雰囲気が特徴。綾辻が連載開始と重なってALI PROJECTを好むようになった事から、本作にはALI PROJECTの世界観が投影されていると語っている。故に本作の映像化が決まった際には、主題歌担当をALI PROJECTにする事が唯一のリクエストとなった。
2010年版の「このミステリーがすごい!」国内編で、第3位にランクインした。また、第10回本格ミステリ大賞の最終候補作にもなったが、1票差で受賞には至らなかった。
本作を原作とした漫画化作品・アニメ化作品・実写映画化作品もされている。原作小説は累計65万部突破、コミックスシリーズは本編4巻とOVA付き外伝1巻を含め累計50万部を突破している。
2013年7月31日に続編『Another エピソードS』が発売され、これに際しアニメ版のキャストである高森奈津美と阿部敦による『Another エピソードS』の冒頭部分のラジオドラマが制作されている。また、同書の特別対談にて3部作構成である事を綾辻が明言している。
実現が危ぶまれつつも、続編の『Another 2001』が完結し2020年に単行本化、7年ぶり新作となった。元より交友関係の狭い鳴や転校してきたばかりの恒一と違い想は1年から夜見山北中に在籍している為、他クラス所属の登場人物と交流する場面や〈いないもの〉対策も学校内のみであった事が判明。続編故に読者は三組の置かれてる状況を把握している為、現象の複雑化、桜木や久保寺の様な衝撃度の高い死に方とは言えないものの、実際に起きた2001年の事件をモチーフとした場面や多くの人間を巻き込む大規模な惨劇が描かれる等、騒動を「最凶の災厄」と称されるものとしている。回想も含め、前作キャラの多くが集結、スピンオフの主要な登場人物はほぼ全員触れられている。ストーリー展開も見崎と赤沢のやりとりや桜木の件など、前作を彷彿とさせる場面が挿入された。榊原が三組の状況を調べる段階が多くを占めた前作と異なり、前半は対策を二段構えにした余裕を残しつつも災厄と言い切れない展開が多く起きている。本作は"解決"等様々な点において"二段構え"がキーワードとなった。前作で恒一が二度入院し、水野沙苗が勤務していた病院が、終盤の大規模な事故の舞台となり、重要な場所として描かれる。

## あらすじ

### Another
1998年、春。父の不在や自身の病気療養の為、母の実家に身を寄せ夜見山北中学校に転入してきた榊原恒一は、何かに怯えている様なクラスの雰囲気に違和感を覚えた。彼は、同級生で不思議な存在感を放つ少女・見崎鳴に惹かれる。だがクラスメイトの反応から、彼女は恒一には見えて、他のクラスメイトには見えていないのでは無いかと感じる。
そんなある日、三組の関係者が次々と凄惨な死を遂げ、三年三組が直面している現実を知らされることとなる。
恒一の感じた数々の違和感は、26年前の1972年に起きた出来事を発端とする「言い伝え」によって点と点が結ばれることとなる。そして3組には恐ろしい秘密が存在して、唯一の対策である「おまじない」を破れば災厄という形でその現象は彼らに降りかかるのである。

### Another エピソードS
1998年、秋。榊原恒一はクラスメイトの見崎鳴から「もう一人のサカキ」の話を聞かされる。「災厄」が続く頃、鳴は手がかりを求めて、11年前の修学旅行のバス事故で生き残った生徒・賢木晃也を訪ねる。しかし、彼は既に死んでいて、隠された自らの死体を探し続けているという。やがて2人の死体探しは、賢木の死の真相と幽霊の正体へと辿り着く。

### Another 2001
2001年、春。3年前、鳴とともに湖畔の屋敷で奇妙な経験をした比良塚想は、比良塚家を離れ亡き実父の実家である赤沢家で暮らしていた。中学進学時、災厄との闘いに身を投じる覚悟を決めた想、偶然か必然か3年前の鳴と同じく三年三組に進級することになった。今年は〈ある年〉なのか、「災厄」は始まってしまうのか。〈いないもの〉の役目を引き受けた想は、「災厄」に関する知識を持つ鳴の協力を得ながら、中学生活最後の年を迎える。　

## 登場人物

### 夜見山北中学校

#### 三年三組の生徒
榊原 恒一（さかきばら こういち）
声 - 阿部敦 / 演 - 山﨑賢人
本作の主人公。榊原家の一人息子。15歳。東京に住んでいたが、父親の仕事の都合と自然気胸療養の為、中学3年から夜見山北中学校の三年三組に転入。
神戸連続児童殺傷事件の発生をきっかけに「（事件の別名として「酒鬼薔薇事件」とも呼ばれていたので）サカキバラ」という名字を軽くからかわれた経験があり、そのストレスが気胸の一因ではないかと父親が慮ったことも転入の理由である。
事情を知らずに〈いないもの〉役の鳴に話しかけた後に死亡事故が起きた為、急場しのぎの対策として〈いないもの〉に加えられてしまった。しかし、その状況について誰にも咎めず鳴と交流する機会であると前向きに受け止め、鳴と打ち解け仲良くなっている。趣味はスティーヴン・キングやディーン・R・クーンツなどのホラー小説を読むこと。
原作においては内面描写が豊かであるが、アニメ版では聖人君子にも取れる性格となっている。
見崎 鳴（みさき めい）
声 - 高森奈津美 / 演 - 橋本愛
本作のヒロイン。夜見山北中学校三年三組の女子生徒。髪型は黒髪のショートヘア。家は『夜見のたそがれの、うつろなる蒼き瞳の。』という人形専門店を営んでいる。
幼少時に腫瘍により左眼を失った為、母の霧果の作った碧色の義眼をはめている（アニメ版では翠色）が、普段はその上に眼帯を付けている。
不思議な雰囲気を持ち、全て一人で考えて、行動する傾向がある。ただし人嫌いという訳ではなく、未咲とのやりとりでは笑いがちで明るい面を見せたり、「賢木の幽霊」との会話では茶目っ気のある面を見せたりしている。
三年三組に起こる〈災厄〉を回避するために〈いないもの〉として扱われており、物語の途中で同じ立場となった恒一と打ち解け、仲良くなる。それまではクラス内には特に親しい友人はいなかったが、恒一には自分の事を話す等、心を開いた（実写映画版ではこの点が強調されており、恒一に対する感情表現が豊かになっている）。また、アニメ版においては勅使河原や望月との交流場面が増加。海水浴場では会話こそせずとも赤沢と娯楽を共にしている。漫画版では赤沢によって義眼が破壊されている。
赤沢 泉美（あかざわ いずみ）
声 - 米澤円 / 演 - 秋月三佳
女子生徒。あまり物怖じしない強気な性格でクラスのリーダー的存在。髪型は赤茶色のツインテール。
漫画版では兄・アニメ版では従兄がいることが語られている。『エピソードS』では想を引き取った「赤沢」という人物が登場している。
〈現象〉に対処する「対策係」であり、桜木の死後にクラス委員となる。自身の権限により、事情を知る前に鳴と関わった恒一を〈いないもの〉に加える事を決めた。2001年には対策委員として三年三組の関係者となっており、髪型をツインテールからポニーテールに変えている。
アニメ版では演劇部員。そして過去に泣いていた時、恒一と出会い、それからは彼を想い続けていて、彼に想いを寄せるサブヒロインになっている。恋愛感情も入り混じった上で鳴に対しては"いないもの"の役割に徹しなかったと終始敵視する姿勢を見せている。
原作では合宿時に沼田峯子の襲撃を受けて揉み合いの末転落死し、漫画版・アニメ版・実写映画版では同じく合宿の際に混乱を引き起こし、アニメ版では大量のガラスの破片が突き刺さり死亡し、実写映画版では首が切断されて死亡した（当初は嫌味なキャラとして、アニメ版でも首が切断されて死亡する設定であったが、予想外の人気を得て切なくも華々しいラストへと変更された為、既にロケが終了していた映画版は大きく異なるものであった）。
漫画版では髪が燃えたものの軽傷で済み、ボブカットになった姿で入院。憑物が落ちた様な笑顔を見せて快方に向かっている。
勅使河原 直哉（てしがわら なおや）
声 - 前野智昭 / 演 - 宇治清高
男子生徒。人当たりが良くお調子者でクラスのムードメーカー的存在。風見とは幼馴染みで彼ら曰く「腐れ縁」。漫画版では赤沢に好意を寄せている。アニメ版では赤沢に対して照れた表情を見せる場面が多くある。
恒一に真っ先に話しかけすぐに親しくなり、〈いないもの〉だった鳴と関わりを持っている事を知って止めようとする。〈いないもの〉対策終了後は真っ先に恒一や鳴と話すようになる。赤沢に好感を抱いているが、彼女が合宿で鳴を糾弾した際には一際大声で反論を唱えている。
軽率な一面があり、合宿では〈災厄〉を止めようとするが、かえって状況を悪くさせてしまい、原作・漫画版・アニメ版全てで風見を殺そうとした。実写映画版では望月を殺そうとし、最終的には自身が命を落とす結果を招く。
望月 優矢（もちづき ゆうや）
声 - 山本和臣 / 演 - 井之脇海
男子生徒。美術部に所属する。中性的な雰囲気と顔立ちの美少年。温和な性格。芸術家気質で、エドヴァルド・ムンクやサルバドール・ダリに感銘を受けている。三神に淡い憧れを抱いており、恒一の転入当初から親身に接する。
実写映画版では自分勝手な人物として描かれており、山田と夜見山市から逃亡を図ったり、合宿の際に〈死者〉と疑われたりするといった展開が追加されている。
風見 智彦（かざみ ともひこ）
声 - 市来光弘 / 演 - 脇卓史
男子のクラス委員で「対策係」の1人。優等生だが、実は気が小さい。勅使河原とは幼馴染みで彼ら曰く「腐れ縁」。漫画版・アニメ版では髪の色は紺色で、原作・漫画版では銀縁眼鏡をアニメ版では緑色の眼鏡をかけている。
終盤の合宿で勅使河原と口論になり、彼が〈死者〉ではないかという疑念に囚われた勅使河原と揉み合いになった末に2階から転落するが、地面が雨でぬかるんでいたため軽傷で済んだ。アニメ版や実写映画版では疑心暗鬼に囚われ、殺し合いを誘発させる。
桜木 ゆかり（さくらぎ ゆかり）
声 - 野中藍 / 演 - 岡野真也
女子のクラス委員で「対策係」の1人。漫画版では黒髪・アニメ版では髪の色は薄茶色で、実写映画版以外では眼鏡をかけている。アニメ版では恒一に好意を寄せている描写が幾度か描かれている。誕生日は5月24日。命日は5月26日。
母・三枝子（みえこ）と叔母が交通事故に遭ったと聞き慌てて下校する途中、階段で足を滑らせ持っていた傘の先が首に突き刺さり死亡。同日、母も死亡。実写映画版では母親が事故に遭った件は登場せず、慌てて走り出すきっかけも足を滑らせて転倒する原因も異なる。〈五月の死者〉。CRパチンコ版では階段から転落するも傘の先に刺さらず生還している。
杉浦 多佳子（すぎうら たかこ）
声 - 福圓美里
女子生徒。赤沢の友人で「対策係」の1人。アニメ版では眼鏡をかけている。
合宿の混乱で命を落とす。アニメ版では海水浴場から帰郷して以降精神が不安定となり、合宿で鳴を〈死者〉と疑い、彼女の殺害を扇動した。その後、鳴を殺そうとしたが剥き出しになった配線が首に絡まり窒息死する。藤岡美咲とは小学校が同じである。
高林 郁夫（たかばやし いくお)
声 - 鷹野晶
幼い頃から心臓病を患っており、体育は全て見学している。
沙苗の死後、心臓発作を起こして死亡し〈六月の死者〉の2人目となった。
アニメ版では出番が増加した上、死の瞬間が描写されており、事情が把握出来ず当惑する恒一を見かねて三年三組に関する取り決めを説明しようとした途端に命を落とした。
中尾 順太（なかお じゅんた）
声 - 河西健吾
男子生徒。「対策係」の1人で赤沢に好意を抱いている。
原作・漫画版では合宿の混乱で死亡したが、アニメ版では8話で海へ行く前に自宅の階段で転んで頭を打っており、海に落ちたビーチボールを取りに行った際に脳挫傷で死亡し、終いにはボートに轢かれ死体はバラバラになった。
和久井 大輔（わくい だいすけ）
声 - 小林康介
男子生徒。喘息の持病があり、病弱で色白。アニメ版では身長178cmと男子生徒中では最も背が高い。合宿中に喘息の発作を起こし吸引薬が切れていた為、千曳により病院に搬送され惨劇に出くわす事無く生き残る。
前島 学（まえじま まなぶ）
声 - 河本啓佑 / 演 - 佐々木隆一朗
男子生徒。身長162cmと男子生徒中では最も小柄で童顔だが剣道部の猛者。
合宿で逸早く食堂での異変に感づくが、直後に錯乱した沼田峯子に背後から数箇所を刺されてしまう。原作ではこれが致命傷となり死亡し、アニメ版では救出されて生き延びる。漫画版では合宿で恒一達が記念撮影をする際にカメラマンの役を担い、火災で命を落とす。実写映画版ではおたくであるとの設定がなされ、合宿で他の生徒と共に閉じ込められた際にチェーンソーを使って突破口を開くという、大胆な策で他の生徒を救出し、生き残った。
小椋 由美（おぐら ゆみ）
声 - 野水伊織
女子生徒。
原作では死亡したことが地の文で触れられたのみだが、アニメ版では役割が増加。作品冒頭から登場していた綾野彩の親友で、中盤では恒一たちと穏やかに会話していたが、この時に得た災厄への対抗策の存在を赤沢らに密告する。兄と親友を次々と失って情緒が不安定になり、鳴に対し責任転嫁した末、杉浦の扇動を真に受けて鳴を襲撃した。最期は窓から足を滑らせ、ブリッジのような体勢で転落死する。
身長設定は152cmで鳴と共に最も小柄。
水野 猛（みずの たける）
演 - 清水元揮
沙苗の弟。バスケットボール部員。
原作では姉・沙苗の伝聞と恒一の回想で名前と台詞だけが出るシーンが多く後半もほとんど登場しないが、漫画版と実写映画版では大幅に登場シーンが追加されている。漫画版では合宿で発作を起こした恒一を救助している。実写映画版では恒一を逆恨みして合宿中に恒一をナイフで襲ったが、仕留め損なった上、八つ当たりでナイフを振り回してガス爆発を起こしてクラスメイトを死に追いやり、死亡するという対照的な末路を迎えた。
米村 茂樹（よねむら しげき）

男子生徒。特徴が無い事が特徴と言ってもいい程、出番が非常に少なく、原作以外では台詞も一切無い。アニメ版では前島や水野の様な運動部系のメンバーと仲が良い。
原作と漫画版では合宿で死亡しているが、アニメ版では不参加だった為に生き残っている。

##### アニメオリジナル
綾野 彩（あやの あや）
声 - 平田真菜
女子生徒。小椋の親友で泉美とは演劇部員仲間でもある。コミュ力は高いが、一部女子生徒からはあまり好かれていない。
次々と災厄で死んで行くのを目の当たりにしたため、夜見山から家族ごと脱出しようとするが、走行中の乗用車に落石が激突し、家族もろとも車ごと崖から転落死する。〈七月の死者〉。
辻井 雪人（つじい ゆきと）
声 - 浅利遼太
男子生徒。細長い眼鏡をかけている。柿沼とは読書仲間。
合宿で杉浦の扇動を真に受けて鳴を襲撃し、副担任の三神に通常歩行が困難になる程の怪我を負わせた。シャンデリアの下敷きになったが生還した。
柿沼 小百合（かきぬま さゆり）
声 - 南條愛乃
女子生徒。紺色の三つ編みおさげで眼鏡を使用している。大人しい性格で読書好き。辻井とは読書仲間。
合宿で杉浦の扇動を真に受けて鳴を襲撃した。シャンデリアの下敷きになったが生還した。
王子 誠（おうじ まこと）
声 - 井上剛
男子生徒。吹奏楽部クラリネット担当。赤茶色のウエーブのかかった、やや長髪の美少年。猿田の友人。
避難中に厨房の扉を開けて、バックドラフトによる火炎の直撃を受けて焼死するという無残な最期を遂げる。
猿田 昇（さるた のぼる）
声 - 室元気
男子生徒。吹奏楽部クラリネット担当。王子の友人。伊予弁で話し、語尾に「〜ぞな」と付ける。
有田 松子（ありた しょうこ）
声 - 古谷静佳
女子生徒。交友関係は広い。
合宿で杉浦の扇動を真に受けて鳴を襲撃した。爆発に巻き込まれるも運良く外に投げ出され生き残る。
川堀 健蔵（かわほり けんぞう）
声 - 峰健一
男子生徒。制服の下に赤いシャツを着ている。
合宿で杉浦の扇動を真に受けて鳴を襲撃した。その後、脱出する途中で倒れてきた柱の下敷きになり死亡する。
渡辺 珊（わたなべ さん）
声 - 明坂聡美
女子生徒。大人びた風貌。佐藤の友人。設定上はデスメタルバンドのベース担当。
合宿の際、シャンデリアの下敷きになったが生還した。災厄に遭いながら例外的に助かった稀有な例。
佐藤 和江（さとう かずえ）
声 - 嶋村侑
女子生徒。渡辺の友人。168cmと女子の中では一番背が高い。責任の一端は恒一にあると認識している。
合宿に参加せず生き残る。
※以下の生徒達はクレジット無し
金木 杏子（かねき きょうこ）
女子生徒。大人びた風貌で松井の友人。
合宿で風見に殺された。
松井 亜紀（まつい あき）
女子生徒。小柄なボブヘア。金木の友人。
合宿で金木が殺されたのを観て混乱し、逃げているところを恒一に遭遇し助けを求めるが、背後から風見に殺された。
中島 幸子（なかじま さちこ）
女子生徒。若干ウェーブのかかった髪型。有田や多々良の友人。
席が中央列の前から2番目だったため、久保寺の自殺の際には大量の返り血を浴びることになってしまった。
合宿に参加しなかったため、生き残る。
江藤 悠（えとう ゆう）
女子生徒。綾野の友人の一人で交友関係が広い。水泳部員。
担任の久保寺が教室内で自殺した際頭を抱えて泣き叫んでいた。その後は合宿にも参加せず、一切登場しなくなるが生き残る。続編で従姉妹が登場。
藤巻 奈緒美（ふじまき なおみ）
女子生徒。軟式テニス部員。江藤や多々良の友人。コギャルっぽい容姿。
担任の久保寺の自殺後は登場しないが、合宿に参加しなかった為、生き残る。
多々良 恵（たたら めぐみ）
女子生徒。吹奏楽部員フルート担当。黒髪ロングヘアのお嬢様の様な容姿。江藤・中島・藤巻の友人。
久保寺が教室内で自殺した際、廊下で藤巻が介抱している様子が見て取れる。合宿に参加しなかったため、生き残る。

##### 映画オリジナル
山田 優（やまだ すぐる）
演 - 岡山天音
男子生徒。アフロヘア。
望月と共に夜見山市から自転車で逃走しようとするが、途中で自動車にはねられて死亡した。
和久井 桜子（わくい さくらこ）
演 - 今野真菜
女子生徒。赤沢の友人。
〈いないもの〉を決めるくじ引きで当たりを引いた。彼女が強硬に拒否した姿を見て、鳴が代わりを名乗り出た。合宿では赤沢に襲撃されるも生き延びた。

#### 三年三組の教師
久保寺（くぼでら）
声 - 三戸耕三 / 演 - 正名僕蔵
アニメ版で明らかとなった下の名前は紹二。
担任を務める国語教師。温厚で頼りない印象。脳梗塞によって寝たきりとなった母親（声 - 今本洋子）と二人暮らし。
三年三組の〈災厄〉や母親の介護などのストレスから、母親の顔に枕を押し付けて窒息死させた後、三年三組の生徒達の目の前で包丁で自らの首を切り裂き自殺する。実写映画版では事故死（自宅で床に落ちた紙に足を滑らせ、手に持っていたスプーンが目に刺さり、よろけて柱にぶつかって脳にまで突き刺さる）として描写され、母親の殺害や自殺は行われない。〈七月の死者〉。
三神（みかみ）
声 - 宮牧美沙代
副担任を務める美術教師で美術部の顧問。
久保寺の死後三年三組の担任代行となり、15年前の「途中で止まった年」に行われた合宿を同じ場所・同じ日程で実施し、〈災厄〉を止めようとする。

#### その他
千曳 辰治（ちびき たつじ）
声 - 平田広明 / 演 - 袴田吉彦
第二図書室の司書。白髪に黒ずくめの服装をしている壮年の男性。朴念仁な性格と不気味な外見から「図書室の主」と気味悪がられている。既婚者だが妻子とは別居している。漫画版では料理が趣味であり、アニメ版では演劇部の顧問であることが描かれている。
1972年度の三年三組の担任でもあり、死亡した岬を「生きている」事にした為に〈災厄〉を招いてしまった事を悔やんでいる。この後、1976年度と1979年度にも三年三組の担任を務めるが、何れも生徒とその家族の多くが犠牲となり、教職を辞した。以降は司書として三年三組を見守り、歴代三年三組の記録を事細かに残しており、恒一と鳴にとって欠かせぬ協力者となった。合宿では三神先生の助っ人として参加した。
実写映画版では容姿が黒髪に銀縁眼鏡をかけた40代くらいの男性に変更されている。執拗なまでに〈災厄〉に執着しており、合宿で不用意な行動を取って死亡した。エピローグで2012年度の〈死者〉として蘇り、若かりし頃の姿で三年三組に現れた。
夜見山 岬（よみやま みさき）
1972年度の三年三組の男子生徒。恒一の母・理津子のクラスメイト。
成績優秀・眉目秀麗に加え、性格も良かった為に学校の人気者だったが、26年前の5月に家が全焼し両親、年子の弟と共に焼死した。岬の死を悼んだ同級生達が卒業までの一年間彼を「生きている」ものとして扱った事が〈現象〉が始まる原因となった。
秋山 良子（あきやま りょうこ）
1983年度の三年三組の女子生徒（怜子や松永の同級生）。
怜子とは1年生の頃からの友人であった。学校からの帰り道、交通事故に遭い死亡、1983年度最初の死者となった。
栗田（くりた）
1983年度の三年三組の男子生徒（怜子や松永の同級生）。
秋山が亡くなった翌週、体調を崩して欠席していたが回復することなく亡くなった。
女子生徒
1983年度の三年三組の女子生徒（怜子や松永の同級生）。
栗田が亡くなった数日後、学校の屋上から飛び降り自殺を図り死亡。
浜口 順（はまぐち じゅん）
1983年度の三年三組の男子生徒（怜子や松永の同級生）。
合宿での夜見山神社の参拝を終えた帰り際に天候が悪化した際、単身傘を持ってきており、傘の先端部に雷が直撃して感電死した。
星川 有紀（ほしかわ あき）
1983年度の三年三組の女子生徒（怜子や松永の同級生）。
合宿に参加。夜見山神社参拝から帰る途中、浜口の死を目撃してパニック状態に陥り、慌てて下山しようとした最中に滑落死した。
立花（たちばな）
1996年度の三年三組の女子生徒（本編(1998年)の直近の〈ある年〉であり、三神先生が担任を務めた年の生徒）。
美術部のOGであり、見崎や望月の先輩にあたる。96年度の〈死者〉についての記憶は既に消失していたが、その年の〈いないもの〉役を担当した生徒について見崎に話した。
佐久間（さくま）
1996年度の三年三組の男子生徒（本編(1998年)の直近の〈ある年〉であり、三神先生が担任を務めた年の生徒）。
〈ある年〉であった1996年度の〈いないもの〉役であり、一学期の間は〈いないもの〉の役目を果たしていたが、重圧に耐えきれず二学期に入って少しした頃、役割を途中で放棄し〈災厄〉が始まった後、正月明けに自殺した。

### 恒一の家族
怜子（れいこ）
声 - 榊原奈緒子 / 演 - 加藤あい
恒一の母方の叔母。恒一の母・理津子とは11歳差の29歳。
夜見山到着着後に気胸を発症した恒一を介抱した。自身の母校で恒一の通う中学での心構えを伝える。恒一との面識は少ないが、彼を息子同然に大事に想っており、恒一も彼女に母の面影を見ている。アニメ版では民江から怜子が恒一をどの様に思っていたかを聞かされる場面は省かれたものの、夜見山市外へ恒一と外出することで原作にない彼女との交流が描かれた。第8話以降は出演が大幅に減る。
民江（たみえ）
声 - 有馬瑞香 / 演 - 銀粉蝶
恒一の母方の祖母。高齢ではあるが車の運転や夫の介護をするなど健康。理津子が死んで十数年が経過しても独身を貫く陽介を律儀な人と語る。
亮平（りょうへい）
声 - 矢田耕司
恒一の母方の祖父。老齢と娘を亡くした傷心から、若干認知症の症状が出始めている。
レーちゃん
声 - 米澤円
恒一の家で飼われている九官鳥。「ドーシテ」「ゲンキダシテ」「オハヨー」「レーチャン」と連呼する。
榊原 陽介（さかきばら ようすけ）
声 - 喜多川拓郎
恒一の父。51歳。東京の某有名大学で教授を務めており、講師時代にまだ学生だった理津子を見初めて結婚した。恒一同様、若い頃に気胸を患っている。
物語では全編通してインドへ長期出張しており、仕事の都合と恒一の病気を鑑みて彼を夜見山の祖父母宅へと預けた。亡くなった妻を今も深く愛しており、合間を見ては息子を気にかけて何度も電話をかけているが、恒一との会話の内容が上手くかみ合わない時がある。
榊原 理津子（さかきばら りつこ）
恒一の母で夜見山岬とはクラスメイト。15年前、夜見山の実家に帰省して恒一を産んで間もなく、産後の肥立が悪く命を落とす。享年26歳。鳴曰く妹の怜子とはよく似ている。

### 『夜見のたそがれの、うつろなる蒼き瞳の。工房m』
映画版では「工房m」とだけ表記されている。
霧果（きりか）
声 - 原田ひとみ / 演 - つみきみほ
人形師。鳴の養母。本名は「見崎 由貴代」で「霧果」は雅号。昼間は工房に引きこもって創作に打ち込んでいる。夫の鴻太郎は不在がちのやり手実業家。
血縁上は鳴の伯母（鳴の血縁上の母親・藤岡美都代の双子の姉妹）。鳴が生まれた翌年に死産して子供が産めない体になり、失意の底にあった彼女を救う為に鳴が養女に出された。本来生むはずだった我が子への未練を捨てられず、鳴に対しては放任主義である一方、鳴が養女である事を鳴本人に知られた際には慌てふためいており、鳴が藤岡家と接触することを恐れる等、鳴との関係は複雑。但し、恒一と接した際は上記のような印象は受けない普通の母親のような人物である。
天根（あまね）
声 - 定岡小百合
鳴の母方の大伯母。ギャラリーの受付係。

### その他
水野 沙苗（みずの さなえ）
声 - 吉田聖子 / 演 - 佐藤寛子
恒一が入院した病院の看護婦で猛の姉。恒一と同じくホラー小説好きで弟達に読書の習慣がないことをぼやいている。明るく気さくな人柄で、恒一とは趣味が同じだった事もあり親しくなった。
夜見山北中学校出身ではない為、〈現象〉を知らず、恒一の情報収集を手伝うが、彼との携帯電話での話中に、病院のエレベータの落下事故（実写映画版ではエレベータ内の鏡が割れて額に突き刺さる事故）で死亡。〈六月の死者〉の1人目。
藤岡 未咲（ふじおか みさき）
声 - 五十嵐裕美
鳴の述懐でのみ登場。
鳴の従妹であるが、血縁上は鳴の双子の妹。原作では二卵性双生児と明記されているが、漫画版・アニメ版では正確には不明。鳴との違いは両目とも健在である事や、アニメ版では髪の色が異なる事くらいで、容姿は瓜二つであり仲が良かった。
重病を患い夜見山市立病院で療養していたが、突然の容体悪化で1998年4月27日に急死した。〈四月の死者〉。
鳴のクラスメイトに鳴との関係を知られていなかった事が、恒一が転校した5月から〈現象〉が開始したとの誤解の原因となった。
ビジュアルとしては、アニメDVD同梱版コミックス0巻収録のエピソード「第0話 The Other 〈因果〉」に登場。明るい性格でドッペルゲンガーを引き合いに出してナンパをあしらう強かさを見せた。ヘヴィメタルを好んでいるような発言がある。
実写映画版では、鳴が彼女の死後に霊安室に人形を届けに行くという、原作・アニメ版の冒頭と同じシーンは存在するが、彼女の存在については全く言及されない。
大庭（おおば）
声 - 岡哲也
夜見山警察署の刑事。やや小太りな中年男性。
同僚の竹之内（たけのうち、声 - 里卓哉）と共に夜見山北中学校を訪れ、水野沙苗の事故死について恒一に事情聴取をした。個人的に「三年三組の呪い」を気にかけており、久保寺の自殺から数日後に、何かあった際に連絡するようにと恒一に対し名刺を渡す。
小学四年生の娘がいて、娘が将来夜見山北中学校に進学し、三年三組になって〈災厄〉の犠牲になる事を危惧している。
猪瀬 知香（いのせ ともか）
声 - 井上まひろ
夜見山市飛井町にある喫茶店『イノヤ』のウェイトレスで、望月の異母姉。既婚者。
三年三組ではなかったものの夜見山北中学校出身で松永に関する情報を恒一達に教える。
松永 克巳（まつなが かつみ）
声 - 高橋伸也 / 演 - 三浦誠己
夜見山北中学校の1983年度OBで怜子の同級生でもある元三年三組の男子生徒。
かつて〈死者〉を偶然事故で殺し、唯一〈災厄〉を途中で止めた人物で、記憶が失われる事を予想し、〈災厄〉を止める「死者を殺す」という方法をカセットテープに収め、旧校舎の三年三組の教室に隠した。ただし、テープの音声では殺された〈死者〉の名がノイズで聞き取れなくなっており、恒一達は松永の高校時代の〈死者〉の名を知る事が出来なかった。
その〈死者〉は松永の高校時代の友人で、合宿中にある事で喧嘩して彼を突き飛ばして事故で殺してしまい、警察に捕まるのを恐れて、その場から逃げてしまったが、翌日になっても誰もその松永の友人のことについて話さなかった。疑問に思った松永は、その友人のことをクラスメイトに聞いてみると何故か全員誰もその友人の事を知らず、更に疑問に思った松永は、その友人の死体がある場所に行ってみると松永の友人の死体が無く、加えて血液も綺麗に無くなっていた為に彼が〈死者〉だったと気付き、これがきっかけで〈災厄〉の止め方を「死者を死に帰す」つまり「死者を殺す」という方法で知った。
小椋 敦志（おぐら あつし）
小椋の兄。引きこもりの19歳男性。
自宅に大型工事用重機が突っ込み、その直撃を受けて死亡。
沼田 峯子（ぬまた みねこ）
声 - 高橋里枝
三年三組の合宿所となった『咲谷記念館』の管理人を夫・謙作（けんさく）と共に務める気さくな中年女性。死亡した高林の母方の祖母。
合宿初日の夜に突然錯乱し、夫を金串で串刺しにして殺害したのを皮切りに、合宿に来ていた生徒達を刃物で襲撃し、前島や赤沢などは彼女に殺害されている。漫画版と実写映画版では未登場。アニメ版では夫を惨殺し、勅使河原・望月・杉浦達にも襲い掛かったが、犠牲者は一人も出なかった。原作では最後は恒一達に捕まった後に舌を噛み切って自殺したが、錯乱して事件を起こした理由が明かされていない。アニメ版では千曳辰治に正当防衛で殺害された。

### 『Another エピソードS』の登場人物
賢木 晃也（さかき てるや）
『エピソードS』の語り手。1987年度の三年三組の男子生徒。
中学時代に事故で左足に大怪我を負い、母・日奈子（ひなこ）の死を機に家族と共に夜見山を去る。その後は賢木家の別荘「湖畔の屋敷」に住んでいたが、1998年の春に死亡する。
比良塚 想（ひらつか そう）
賢木の甥。
母や継父と確執があり、叔父の賢木を慕っているが、彼の死を機に心を病む。「賢木の幽霊」が去った後、親元を離れて夜見山の赤沢家に預けられた。
比良塚 月穂（ひらつか つきほ）
賢木の姉で想の母。
賢木の中学時代に想の実父と死別し、後に修司と再婚して娘・美礼（みれい）を儲ける。
比良塚 修司（ひらつか しゅうじ）
想の継父。
実業家で鳴の養父と面識がある。

### 赤沢家
赤沢 浩宗（あかざわ ひろむね）
赤沢家の先代で七十八歳。階段で転倒し足と腰を骨折した事もあり、健康状態がやや思わしくない。
七月の初めに庭のエノキの木が倒れて部屋に突っ込んできた事故により死亡。
赤沢 春彦（あかざわ はるひこ）
浩宗の長男。飛井町の一角に建つ赤沢本家に浩宗、さゆりとともに住む。
赤沢 さゆり（あかざわ さゆり）
春彦の妻。春彦との間に儲けた娘・ひかりはニューヨーク在住。
赤沢 夏彦（あかざわ なつひこ）
浩宗の次男。想が置いてもらっているマンション「フロイデン飛井」のオーナー。
赤沢 繭子（あかざわ まゆこ）
夏彦の妻。年齢にしては白髪が目立っている。夏彦とともに、想が一人暮らしをする五階より上階にある住居で生活している。
赤沢 奏太（あかざわ そうた）
夏彦と繭子の息子で、泉美の兄。想とは従兄弟にあたる。中背・細身・少し茶色がかった髪で縁なし眼鏡をかけているインテリ風な風貌で、大学進学中にドイツに留学してそのままドイツに住んでいる二十五歳。漫画版やアニメ版の人気に伴い泉美が小説版の主要キャラとして描かれた故に、小説でも彼女の家族関係が鮮明になる中で本作で登場、漫画版の泉美の兄やアニメ版での泉美の2つ年上の従兄・赤沢和馬とは設定が異なっている。
浩宗の葬儀の翌日、一時帰国した。
赤沢 冬彦（あかざわ ふゆひこ）
浩宗の三男。想の実の父で、想は月穂との間にできた子供。想が生まれてすぐに、精神を病み自殺した。
クロスケ
赤沢本家で飼われている黒猫。

### 夜見山北中学校

#### 三年三組の生徒・教師
矢木沢 暢之（やぎさわ のぶゆき）
クラス委員長を務める男子生徒。想とは中一・中二と同じクラスで、楽観主義者のような言動をよくとるが、弱気になる一面も。
十四年前に病死した叔母の理佐が、想の叔父である賢木晃也と同級生で三年三組に所属していて、想と互いに仲間意識を持つ。
姉が一人、弟が三人いて、親姉弟を災厄に巻き込みたくない事から自分がいなくなればいいと考え、直前まで通話していた想の目の前で、校舎の屋上から飛び降り自殺を図る。落下地点が芝の上だったため即死は免れた。
葉住 結香（はずみ ゆいか）
女子生徒。茶色がかった髪と大人っぽい雰囲気を持ち男子生徒の間では美人と評判で、二年までは演劇部に所属していた、想の事を一年の時から気になっていたと話し、対策会議で行われた籤引きでジョーカーをわざと引くことにより、想と二人だけの〈いないもの〉になりたかったと想に語った、
五月の上旬のある日、関係ない怪我等が相次ぎ、クラスの皆に避けられ怯えられている事、机の悪意ある落書き等に我慢出来なくなり、〈いないもの〉の役割を放棄した。第一章のキーパーソンということもあり、以降登場が大幅に減る。
江藤 留衣子（えとう るいこ）
女子生徒。今年度の対策係の一人であり、対策会議で保険として初めから〈いないもの〉を二人にするという提案をした。98年度生徒・江頭悠の従妹。入院している同級生の牧瀬とは彼女が転校してきた頃からの友人で、病院への見舞いにも訪れており、その際に一度想も病院で出会っている。
嗣永 智子（つぐなが ともこ）
クラス委員長の女子生徒。三年前にクラス委員の桜木が傘により死んだ事を気にして、中間試験後の雨の中ポンチョを着て下校していたが、強風で飛ばされてきた体育館の屋根の板が首に直撃し、失血から死亡。
幸田 敬介（こうだ けいすけ）
男子生徒。一組の俊介は双子の兄。俊介と違いコンタクトレンズをしており、テニス部に所属している。
六月二十七日、乗っていた車がガードレールを突き破り、崖下へ転落。頭部その他を強打してほぼ即死となった。また、この時に同車に乗っていた父・徳夫と母・聡子も転落後の火災で焼死した。
小鳥遊 純（たかなし じゅん）
女子生徒。二つ下に弟がいて、その弟が生物部の新入部員となった。
中間試験終了直後に母が事故に遭って重傷との知らせを受け、下校。母親の志津は命に別状はないと見られていたが、容態が急変し死亡。災厄が発生したと認定されてない状況下で授業を抜け出して事故を起こした母の元へ向かうのは"桜木ゆかり"を連想させるものであったが、嗣永が気を配った事もあり、桜木の二の舞にはならず無事だった。
田中 慎一（たなか しんいち）
男子生徒。卓球部に所属。工事現場から落下してきたコンクリートに押しつぶされ、続けて落ちてきた鉄パイプが後頭部に刺さる事故により、小学三年生の弟の優次を亡くす。
中邑 誠也（なかむら せいや）
男子生徒。サッカー部に所属。
多治見（たじみ）
男子生徒。今年度の対策係の一人。
姉の美弥子が夜見山遊園でコーヒーカップから外へ投げ出されて、頭部が他のカップに激突して死亡。
黒井（くろい）
男子生徒。小柄で無口なあまり目立たない生徒。災厄が止まったと考えられる中、行方不明となる。
九月五日、濃霧の中で何らかのはずみでごみ収集のパッカー車に巻き込まれてしまい、二日後、全身骨折・内臓破裂状態で市のゴミ処理場で死体で発見された。
森下（もりした）
男子生徒。背が高く手足が長いが運動神経が鈍そうな男子で、想と同じ生物部に所属しているがあまり部活に顔は出さない。両親の仲が悪かったが、夏になり両親が離婚、母方に引き取られることになった。
幸田俊介の死後、心境の変化から生物部の新しい部長を引き受ける事を決めた。
島村（しまむら）
女子生徒。葉住と仲良くしていたが、葉住とともに下校している際に自転車に突っ込まれて軽傷を負ってから、葉住に対し怯えを見せている。
体調を崩して学校を数日休んだのち、ウイルス感染による急性脳症に伴う異常行動を起こし死亡した。
日下部（くさかべ）
女子生徒。島村と共に葉住と仲良くしていたが、葉住との電話の最中に曾祖母が病院に搬送され、それ以降葉住に怯えている。
牧瀬（まきせ）
女子生徒。線が細くて影の薄い生徒で、身体が悪く四月から入院する事になっていた為、対策会議の際に籤引きが行われる前に〈いないもの〉に立候補していたが、葉住に止められ結果として籤引きで葉住に決まった。葉住が役割を放棄したのち、葉住の代わりに〈いないもの〉を引き受ける事になった。
神林（かんばやし）
三年三組の担任の女性教師。華奢な眼鏡をかけた四十前後と思われる理科教師で、今年度の対策会議で進行役を務めた。五月上旬にホスピスに入院していた末期癌の兄・丈吉を亡くしている。
災厄の終わりに安堵していた九月初め、数日間無断欠勤している。

#### 98年度3組生徒、関係者・回想
見崎鳴（みさき めい）
2年前に知り合った想の事を気にかけている、高校生として生活しているが、頻繁に想にアドバイスし、現象を止める為に動いている。合宿中に災厄を止めた核心を覚えておらず、当時紛れ込んだ死者や自らが死に還そうと奔走した事もうっすらとした記憶でしか覚えていない。独特の雰囲気は変わらず、災厄に巻き込まれる三組を裏から支える中、鳴自身も己の過去に向き合う事となる。
榊原恒一（さかきばら こういち）
メキシコやアメリカなど父と共に海外を回っている。現象による記憶改竄を受けず、当時の事を覚えている。ノイズで乱れるも電話越しで想に"死者を死に還す"事が対処法と伝える。
赤沢泉美（あかざわ いずみ）
冒頭で98年度の死者として描かれるも、本作で対策係として復活する。災厄について語り合う等、想とは互いに心許せる存在。合宿で対立した鳴とは直接再会する事になるも、鳴とも大らか会話する等、98年度の合宿のようなトゲトゲした姿よりも、現状を冷静に客観視、職務を全うしている姿が目立つ。アニメ版の人気故の逆輸入だが、本作に登場する実兄の設定はアニメ版の従兄とは異なるものとなっている為、彼女が対策係として名乗りを上げた理由は元より恒一への想いも反映されていない。しかし、漫画版やアニメ版の終盤に描かれた鳴を死者と確信し襲いかかる場面をモチーフに鳴が泉美を死者であると暴いて襲う場面が描かれている。死に還された後も想の心の中で彼を助けている。
千曳辰二（ちびき たつじ）
1ヶ月近く休職する等、長く災厄に関わる事に疲労が出ていると思われる。中盤から三組の代行担任となり、久しぶりに災厄に直接巻き込まれる事となる。彼のファイルからは98年度の死者が誰であったか等の記録さえも消えていた。
桜木ゆかり（さくらぎ ゆかり）
98年度最初の死者として認識されており、98年度の災厄による犠牲者達の中で詳細が最も多く語られた。
久保寺
98年度の担任。本編では教室で悲惨な死に方をしたことのみ語られる。
水野沙苗（みずの さなえ）
市内病院のエレベーターで悲惨な死に方をした事が触れられる。
望月優矢（もちづき ゆうや）
名前等は一切出てこない。彼の姉が働く店・イノヤを語る際に見崎が友人の店として語るのみである。
藤岡未咲（ふじおか みさき）
見崎が想に対して自身の家族関係を語る中で言及。
霧果（きりか）
見崎の母。冒頭から度々、想が目撃する事となる。中盤で想とも久々の会話を交わす。以前より少し明るくなっている。
天根（あまね）
工房Mの受付として想を見崎の友人として快く迎える。前作より喋る場面が多い。
藤岡美都代（ふじおか みつよ）
娘・未咲の死の辛さから夫とも離婚。霧果の旦那で見崎の父の勧めで再婚してからは密かに鳴とも連絡をとっている。鳴の３つ下にあたる娘がいる。
三神怜子（みかみ れいこ）
98年度に紛れ込んだ死者であり、恒一の叔母。恒一と鳴によって死に還された前作の主要人物だが、2001年では名前も含め一切
言及されない。98年度の死者が誰であったかさえ記録から抹消されている。唯一、恒一のみが彼女との一連の出来事を覚えている形となっている。恒一が毎年お盆に帰省して墓参りをしている彼の"大切な人"として鳴が仄めかしているものの、鳴自身は三神が副担任として自身と接した事は覚えてはいない。アニメ版とは異なり、千曳も98年度の死者が三神であったことを知らされていないため死者としては千曳の資料に記されていない。

#### その他の生徒
幸田 俊介（こうだ しゅんすけ）
銀縁眼鏡をかけており小柄な三年一組の男子生徒。想が所属する生物部の部長を四月から務めており、想と矢木沢の共通の友人。三組の敬介は双子の弟で、敬介から〈現象〉に関する情報を聞いていた。部室の主のような存在で生物部で飼っている生物の世話を主に引き受けており、死んでしまった生物を標本にしたがる。
六月の最終週、早朝の生物部室で飼っているムカデに咬まれてアナフィラキシーショックを起こし、周りのラックや水槽を掴んで倒した後、割れた水槽のガラスで喉を切って失血死した。電話で異常を感じて駆け付けた想と途中で出会った千曳が生物部室に行き、発見した。

### その他
碓氷（うすい）
市立病院の精神科医で、四十前で四角い顔の髭を伸ばした男性医師。想の担当医。
妻を亡くし、男手一つで娘の希羽を育てている。
碓氷 希羽（うすい きは）
碓氷の娘。小学二年生。人見知りをしない性格で、少し変わっていて、予知能力がある。
仲川 貴之（なかがわ たかゆき）
夜見山第一高校の二年生で、葉住の兄の友人の弟。四月にバイクのタンデムシートに乗っていて事故に巻き込まれて死亡。

## 用語
〈現象〉と〈災厄〉
夜見山北中学校の三年三組で起こる怪現象。
数年に一度起きており、作中では起きた年を〈ある年〉、起きていない年を〈ない年〉としている。
災厄によって死んだ人間がクラスの一員として紛れ込むようになり、4月から翌年3月までの間、毎月三年三組の関係者が死亡する。
原理は不明ながら経験則により、幾つかの規則性がある事が解明されている。
対象と範囲
主に三年三組に在籍する生徒と教師、及びその二親等以内の血族の中で夜見山市内に在住する者が対象となる。
事件死・事故死・病死・狂死等の様々な形で発生するが、不可解な死に方ではなく明確に死因が特定される形で降りかかる。
記録の改竄と記憶の改変
〈現象〉の発生・終息と共に起きる〈災厄〉にまつわる記録や記憶が書き換えあるいは消失する事態の総称。
この改変によって〈もう一人〉は違和感なく三年三組に紛れ込んでいる。
〈もう一人〉 / 〈死者〉
〈現象〉の発生と共に現れる存在。所謂・幽霊。三年三組に在籍する生徒 或いは 教師という形で紛れ込む。
主に最も直近のある年の〈災厄〉で死亡した人物が蘇って現れるが、自身に幽霊の自覚は無く、更に〈災厄〉を起こす自覚も無い。卒業式を迎えると〈死者〉は姿を消し、それまで〈死者〉と関わっていた人達の〈死者〉の記憶と記録は数日～1か月程度で改竄前の正しい状態に戻る為、最終的には机と椅子の状況等から「今年は〈死者〉がいた」という事実を推測出来るだけとなる。ただし、千曳が関係者からの聞き取りなどから割り出して書き起こしたこれまでの〈死者〉の名前リストは、何らかの要因によって「見過ごされている」状態になっており、消えていない。
現れるだけで〈災厄〉が起こり、卒業式前に死亡した場合はその時点でその年の〈災厄〉が止まる。
〈死者〉が死亡した場合には卒業式を迎えた場合よりも急速に記憶・記録の修正が行われて〈死者〉の痕跡が消えてしまうが、〈死者〉の殺害に深く関係した人間のみは記憶をしばらくの間は保持することが可能な様子で、松永克巳はやがて自分からも〈死者〉に関する記憶が失われるのを予想し、〈災厄〉を止める「死者を殺す」という方法をカセットテープに収め、旧校舎の三年三組の教室に隠す行動を取った。しかし、〈現象〉の発生による改竄は記憶以外にも及ぶため、カセットテープで松永が口にした〈死者〉の名前はノイズでかき消されてしまっていた。
〈いないもの〉
〈現象〉の起きた年に行われるおまじない。クラスの一人を一年間存在しないものとして扱う。
〈ある年〉だった1988年度に試された際、一度も〈災厄〉が起きないまま卒業式を迎えた為、以降も行われるようになった。

## 書籍情報

### Another
単行本版
角川書店より2009年10月30日に発売された。表紙イラストは遠田志帆が担当。
- ISBN 978-4-04-874003-6

角川文庫版
角川文庫（角川書店）より上下巻分冊で2011年11月25日に同時発売された。表紙イラストは単行本版と同じだが、上下巻を並べると1枚の絵になる。
- ISBN 978-4-04-100001-4
- ISBN 978-4-04-100000-7

角川スニーカー文庫版
角川スニーカー文庫（角川書店）より上下巻分冊で2012年3月1日に同時発売された。アニメ版のキャラクター原案を担当したいとうのいぢが、表紙イラスト・挿画を担当している。表紙デザインは角川文庫版と異なるが、こちらも上下巻を並べると1枚の絵になる。
- ISBN 978-4-04-100142-4
- ISBN 978-4-04-100141-7

また、アニメ化記念に伴い、恒一が転校する前のエピソードを描いた「アニメDVD同梱版コミックス 0巻」が完全受注で発売が決定、「鳴のこれまでのいきさつ」を描いた完全オリジナルのアニメDVDも同梱されている。
第0話 「The Other 〈因果〉」
角川書店より、2012年5月26日に発売。完全オリジナルアニメDVD同梱。

### Another エピソードS
単行本版
角川書店より2013年7月31日に発売された。表紙イラストは遠田志帆が担当。
- ISBN 978-4-04-110498-9

軽装版
KADOKAWAより2014年12月22日に発売された。表紙イラストはいとうのいぢが担当。
- ISBN 978-4-04-102401-0

角川文庫版
角川文庫より2016年6月18日に発売された。表紙イラストは遠田志帆が担当。
- ISBN 978-4-04-104127-7

### Another 2001
単行本版
KADOKAWAより2020年9月30日に発売された。表紙イラストは遠田志帆が担当。
- ISBN 978-4-04-109203-3

角川文庫版
角川文庫より上下巻分冊で2023年6月13日に発売された。表紙イラストは遠田志帆が担当。
- ISBN 978-4-04-113407-8
- ISBN 978-4-04-113408-5

## 漫画
清原紘によりヤングエース（角川書店）2010年5月号（2010年4月4日発売）から2012年1月号（2011年12月4日発売）まで連載された。全4巻。
ヤングエース2012年2月号 - 3月号に怜子を主人公とした番外編「Another0」が前後編で掲載された。この番外編を収録したアニメDVD付き『Another』コミックス第0巻が2012年5月に発売。
レーベルは角川コミックス・エース。なお、原作の表紙やアニメ版のキャタクターデザインとは異なり、原作とも展開は一部異なる。
綾辻行人（原作）、清原紘（漫画）
1. 2010年10月4日発売、ISBN 978-4-04-715534-3
2. 2011年3月4日発売、ISBN 978-4-04-715628-9
3. 2011年9月3日発売、ISBN 978-4-04-715772-9
4. 2011年12月29日発売、ISBN 978-4-04-120044-5

Another 0巻 オリジナルアニメDVD同梱版 2012年5月26日発売、ISBN 978-4-04-900816-6

### 原作との差異
- 原作と比べ、登場人物やその生死、犠牲者の死因などの一部が変更されており、また、登場人物に関する小ネタが随所に盛り込まれている。
- 学園青春ものとしての側面が原作より強調されており、主要人物の人間関係を示す描写などが細かく描かれている。
- 合宿でのエピソードは原作 及び アニメ版・実写映画版よりも大幅に縮小されている。

## テレビアニメ
| 原作                                                 | 綾辻行人「Another」（角川書店刊）                                                                                   |
| キャラクター原案                                     | いとうのいぢ |
| 監督                                                 | 水島努 |
| シリーズ構成・脚本                                   | 檜垣亮 |
| エグゼクティブプロデューサー ストーリー原案（第0話） | 井上伸一郎 |
| キャラクターデザイン 総作画監督                      | 石井百合子 |
| 色彩設計                                             | 井上佳津枝 |
| 美術監督                                             | 平柳悟 |
| 3D監督                                               | 山崎嘉雄 |
| 特殊効果                                             | 村上正博 |
| 撮影監督                                             | 並木智 |
| 編集                                                 | 高橋歩 |
| 音響監督                                             | 岩浪美和 |
| 音楽                                                 | 大谷幸 |
| 音楽制作                                             | ランティス |
| プロデューサー                                       | 安田猛、松木あい、福田順 熊谷宜和、堀川憲司、井上俊次 篠崎文彦、青木絵理子、室伏泰伸 金定祐一郎、石川亜美、川島誠一 |
| アニメーション制作                                   | P.A.WORKS |
| 製作                                                 | 「Another」製作委員会                                                                                               |

2012年1月9日から同年3月26日まで北日本放送（KNB）、独立局8局とTVQ九州放送にて放送された。また、BS11でも同年4月から6月まで放送された。尚、本作では作中の背景に、庄川合口ダムや砺波平野の城端周辺に酷似した風景、南砺市の南砺福野高校（夜見山北中学校の中庭）や、同高旧校舎の国重文・巌浄閣（夜見山北中学校の旧校舎）、福野駅、小矢部市石動小校舎（オープニングタイトルバックの金網越しに見た夜見山北中学校校舎）等、P.A.WORKSのある富山県砺波地域の風景や建造物が使われている。
原作者の綾辻行人は『ローゼンメイデン』を観てとても気に入り、そこから本作品についてのインスピレーションを得た。そしてオープニング曲を『ローゼンメイデン』の主題歌を担当していたALI PROJECTに依頼するよう、アニメスタッフに希望を出している。

### 主題歌
オープニングテーマ「凶夢伝染」
作詞 - 宝野アリカ / 作曲・編曲 - 片倉三起也 / 歌 - ALI PROJECT
オープニングアニメーション内の登場人物たちが一瞬ずつ登場する場面は、本編で死者が出るたびに変化していく。
エンディングテーマ「anamnesis」
作詞・歌 - Annabel / 作曲・編曲 - myu

### 各話リスト
| 話数 | サブタイトル            | コンテ       | 演出         | 作画監督                                             |
| ---- | ----------------------- | ------------ | ------------ | ---------------------------------------------------- |
| #00  | The Other -因果-        | 吉原正行     | 許琮         | 大東百合恵、川面恒介 皆川一徳、宮川智恵子 石井百合子 |
| #01  | Rough sketch -素描-     | 水島努       | 水島努       | 石井百合子、皆川一徳                                 |
| #02  | Blueprint -思惑-        | 畑博之       | 畑博之       | 宮川智恵子                                           |
| #03  | Bone work -骨組-        | ひいろゆきな | ひいろゆきな | 吉田優子                                             |
| #04  | Put flesh -輪郭-        | 吉原正行     | 倉川英揚     | 大東百合恵                                           |
| #05  | Build limbs -拡散-      | 吉原正行     | 許琮         | 小島明日香                                           |
| #06  | Face to face -二人-     | 室井ふみえ   | 室井ふみえ   | 川面恒介                                             |
| #07  | Sphere joint -変調-     | 岩崎太郎     | 岩崎太郎     | 谷口淳一郎                                           |
| #08  | Hair stand -紺碧-       | 篠原俊哉     | 篠原俊哉     | 伊藤依織子                                           |
| #09  | Body paint -連鎖-       | 畑博之       | 畑博之       | 皆川一徳、天﨑まなむ                                 |
| #10  | Glass eye -漆黒-        | ひいろゆきな | ひいろゆきな | 小島明日香                                           |
| #11  | Makeup -惨劇-           | 小倉陳利     | 安斎剛文     | 皆川一徳、伊藤依織子 川面恒介、大東百合恵 宮川智恵子 |
| #12  | Stand by oneself -死者- | 水島努       | 水島努       | 石井百合子、伊藤依織子 吉田優子                      |

### 放送局
| 放送地域 | 放送局        | 放送期間                  | 放送時間           | 放送系列         | 備考             |
| -------- | ------------- | ------------------------- | ------------------ | ---------------- | ---------------- |
| 富山県   | 北日本放送    | 2012年1月9日 - 3月26日    | 月曜 25:35 - 26:05 | 日本テレビ系列   | P.A.WORKS所在地  |
| 京都府   | KBS京都       | 2012年1月10日 - 3月27日   | 火曜 25:00 - 25:30 | 独立局           |                  |
| 埼玉県   | テレ玉        | 2012年1月10日 - 3月27日   | 火曜 25:05 - 25:35 | 独立局           |                  |
| 神奈川県 | tvk           | 2012年1月11日 - 3月28日   | 水曜 25:45 - 26:15 | 独立局           | 製作委員会参加   |
| 東京都   | TOKYO MX      | 2012年1月11日 - 3月28日   | 水曜 26:00 - 26:30 | 独立局           | 製作委員会参加   |
| 福岡県   | TVQ九州放送   | 2012年1月11日 - 3月28日   | 水曜 26:48 - 27:13 | テレビ東京系列   |                  |
| 岐阜県   | 岐阜放送      | 2012年1月12日 - 3月29日   | 木曜 25:45 - 26:15 | 独立局           |                  |
| 兵庫県   | サンテレビ    | 2012年1月12日 - 3月29日   | 木曜 26:05 - 26:35 | 独立局           |                  |
| 三重県   | 三重テレビ    | 2012年1月12日 - 3月29日   | 木曜 26:50 - 27:20 | 独立局           |                  |
| 千葉県   | チバテレビ    | 2012年1月13日 - 3月30日   | 金曜 25:30 - 26:00 | 独立局           | 製作委員会参加   |
| 日本全域 | BS11          | 2012年4月7日 - 6月23日    | 土曜 27:00 - 27:30 | BS放送           | 『ANIME+』枠     |
| 日本全域 | AT-X          | 2012年10月11日 - 12月27日 | 木曜 22:30 - 23:00 | アニメ専門CS放送 | リピート放送あり |
| 栃木県   | とちぎテレビ  | 2013年10月11日 - 12月27日 | 金曜 23:30 - 24:00 | 独立局           |                  |
| 日本全域 | フジテレビTWO | 2013年10月21日 - 10月28日 | 平日 16:00 - 17:00 | CS放送           | 2話連続放送      |

### OVA
『#00 The Other -因果-』は、2012年5月24日発売のアニメDVD同梱版コミックス0巻に収録の藤岡未咲がメインのオリジナルエピソード。

### 関連商品

#### BD / DVD
2012年3月30日から順次発売されている。BD（限定版/通常版）・DVD（限定版のみ）の各巻3種リリース。角川書店より発売。
限定版は三方背ケースが同梱であり、ケースジャケットのイラストはスニーカー文庫版小説のイラストを手掛けたいとうのいぢ、ディスクジャケットのイラストは限定版、通常版共にテレビアニメ版のキャラクターデザインを手掛けた石井百合子による描き下ろしイラストが使用される。各巻限定版には全巻購入特典の応募券、声優、スタッフのインタビューが掲載されたブックレットが封入。映像特典は限定版・通常版共に収録。
テレビ放送版では過激な死亡の描写がカットされる、暗くなるなどして隠されていたが、DVD / BDでは解禁されている。
2013年3月29日に角川書店より全12話を収録したBD-BOXが発売された。コミックス限定版に収録された第0話も収録され、初BD化となった。
映像特典として、先行PV1・2、ノンクレジットOP・ED、番宣スポット、DVD告知CMがシリーズBDから再録された他、イベント『夜見山北中学校卒業式』のイベント映像がBD-BOX独自の特典として収録された。封入特典として特製ブックレットの他、いとうのいぢ描きおろしの三方背ケースと、石井百合子描きおろしのデジパックや見崎鳴三連ポストカード（映画・漫画・アニメ）が収録された。
| 巻数   | 発売日        | 収録話         | 規格品番  | 規格品番  | 規格品番   | 映像特典                                              |
| 巻数   | 発売日        | 収録話         | BD限定版  | BD通常版  | DVD限定版  | 映像特典                                              |
| ------ | ------------- | -------------- | --------- | --------- | ---------- | ----------------------------------------------------- |
| 1      | 2012年3月30日 | 第1話、第2話   | KAXA-4601 | KAXA-4607 | KABA-10060 | 先行PV（Ver.1）                                       |
| 2      | 2012年4月27日 | 第3話、第4話   | KAXA-4602 | KAXA-4608 | KABA-10061 | 先行PV（Ver.2）                                       |
| 3      | 2012年5月25日 | 第5話、第6話   | KAXA-4603 | KAXA-4609 | KABA-10062 | ノンクレジットOP                                      |
| 4      | 2012年6月29日 | 第7話、第8話   | KAXA-4604 | KAXA-4610 | KABA-10063 | 番宣スポット                                          |
| 5      | 2012年7月27日 | 第9話、第10話  | KAXA-4605 | KAXA-4611 | KABA-10064 | 告知CM                                                |
| 6      | 2012年8月31日 | 第11話、第12話 | KAXA-4606 | KAXA-4612 | KABA-10065 | SDキャラ鳴が活躍するフラッシュアニメ ノンクレジットED |
| BD-BOX | 2013年3月20日 | 全12話 + 第0話 | KAXA-5800 | -         | -          | ※概要参照                                             |

#### CD
| 発売日        | タイトル                                                                | 規格品番   | 備考                                                  |
| ------------- | ----------------------------------------------------------------------- | ---------- | ----------------------------------------------------- |
| 2012年7月11日 | テレビアニメ『Another』キャラクターソングアルバム『Songs party -歌宴-』 | LACA-15196 | SDキャラクターによるショートPVが収録されたDVDが同梱。 |

#### 書籍
アニメ「Another」 設定資料集
アニメーション制作のP.A.WORKSが通販サイトにて2012年4月20日から販売。初版限定。
アニメ版の登場人物や舞台の網羅的な設定資料に加え、原作者や制作陣のメッセージ、イラスト、対談等を収録している。
Another 1998 Graduation Memories
2012年6月29日に発売されたキャラクターブック。
「ニュータイプ」などに掲載されたピンナップがあるほか、綾辻行人と水島努がお互いに向けてコメントを出す企画等もある。

### イベント
TVアニメ『Another』プレミアム先行上映イベント
2011年12月26日に角川シネマ有楽町で開催された。ゲストは高森奈津美、阿部敦、綾辻行人、水島努、檜垣亮、堀川憲司、宝野アリカが出演。内容はゲストによるトークを行った。また、入場者特典としてテレビアニメ版の番宣ポスターが配布された。
本イベントの模様はBD / DVDの第2巻（限定版）に同梱の特典ディスクに収録された。

### パチンコ
CR Another
藤商事製。2017年3月6日に4000台が導入された。
新規書き下ろし映像が追加されている。序盤で死亡した桜木や綾野が災厄を回避し、海水浴や合宿に参加する展開や、赤沢が病室で息を引き取る場面、少年時代の勅使河原と風見が登場する場面、望月知香が爆風に巻き込まれる場面等、テレビアニメ版にはないシーンが映像化された。
原作とは異なり、赤沢、杉浦、望月、勅使河原、桜木、風見、綾野がランダムで死者となっている。
公式サイトの人物紹介から省かれているが、小椋の登場シーンが追加されている。GirlsTalkリーチのみに登場し、赤沢・杉浦・桜木・綾野と一緒に談笑している。

## 映画
実写劇場映画が角川映画制作で2012年8月4日公開。主演は山﨑賢人と橋本愛。PG12作品。
全国230スクリーンで公開され、2012年8月4、5日の初日2日間で興収8,051万1,000円、動員6万1,471人になり映画観客動員ランキング（興行通信社調べ）で初登場第9位となった。
アニメ版で主演を演じた阿部と高森は実写映画版の主演である山崎と橋本とイベントで交流した。

### スタッフ
- 原作 - 綾辻行人『Another アナザー』（角川書店刊）[9]
- 監督 - 古澤健[9]
- 脚本 - 田中幸子[16]、古澤健[16]
- 音楽 - 安川午朗[9]
- 企画・製作 - 角川映画
- エグゼクティブプロデューサー - 井上伸一郎[9]
- 企画 - 椎名保[9]
- プロデューサー - 小林剛[9]、下田淳行[9]
- 共同プロデューサー - 原公男[9]
- ラインプロデューサー - 及川義幸[9]
- 人形制作 - 恋月姫[9]
- 撮影 - 喜久村徳章[9]
- 照明 - 関輝久[9]
- 美術 - 丸尾知行[9]
- 装飾 - 山本直輝[16]
- 録音 - 井家眞紀夫[9]
- VE - 鏡原圭吾[16]
- VFXスーパーバイザー - 立石勝[16]
- 編集 - 大永昌弘[9]
- スクリプター - 阿保知香子[16]
- 助監督 - 菊池健雄[16]
- 製作担当 - 石井仁朗[16]
- 制作プロダクション - ツインズジャパン[16]
- 製作 - 映画「Another アナザー」製作委員会（角川書店、東宝、NTTドコモ、ツインズジャパン）[16]
- 配給 - 東宝[16]

### 主題歌
- 加藤ミリヤ「楽園」（Sony Music Records）

### ロケ
当初は茨城県で撮影する予定であったが、東日本大震災の影響で三重県の伊賀地方に変更された。撮影はロケーションナビゲーター伊賀（ナヴィカ）の協力を得て2011年4月16日から5月12日の間に行われた。
主なロケ地（三重県伊賀市）
- 旧三重県立上野農業高等学校
- 旧三重県立上野商業高等学校
- 旧伊賀市立桃青中学校
- 上野総合市民病院
- 伊賀鉄道伊賀線上野市駅前
- 本町通り

## 関連イベント
- 東京ジョイポリス「アナザー 死へのトビラ・・・・」
  - 実写映画を基にしたウォークスルーアトラクション。